# George Olivier de Wallis
Pour les articles homonymes, voir Wallis.
George Olivier, comte de Wallis (1673-1744) est un feld-maréchal du Saint-Empire.

## Biographie
Né à Vienne d'une famille irlandaise, il se signale en Sicile par la prise de Messine. Il commande sur le Rhin (1733), dans l'Italie septentrionale et en Hongrie. 
Il perd contre les Turcs, en 1739, la bataille décisive de Krotska, qui amène la paix de Belgrade, défavorable pour le Saint-Empire, ce qui le fait disgracier.

## Source
Marie-Nicolas Bouillet  et Alexis Chassang (dir.), « George Olivier, comte de Wallis » dans Dictionnaire universel d’histoire et de géographie, 1878 (lire sur Wikisource)